# Peter Del Monte
Peter Del Monte (San Francisco, California; 29 de julio de 1943-Roma, 31 de mayo de 2021) fue un director de cine y guionista italiano. Ha dirigido 15 películas desde 1969. Su trabajo Invitation au voyage ganó el premio a la mejor contribución artística en el Festival Internacional de Cine de Cannes de 1982.

## Filmografía
- Fuoricampo (1969)
- Le parole a venire (1970)
- Le ultime lettere di Jacopo Ortis (1973)
- Irene, Irene (1975)
- L'altra donna (1980)
- Piso pisello (1982)
- Invitation au voyage (1982)
- Piccoli fuochi (1985)
- Julia y Julia (Giulia e Giulia) (1987)
- Etoile (1988)
- Tracce di vita amorosa (1990)
- Compañera de viaje (Compagna di viaggio) (1996)
- La ballata dei lavavetri (1998)
- Controvento (2000)
- Nelle tue mani (2007)
- No one Can Brush My Hair Like the Wind (Nessuno mi pettina bene come il vento) (2014)

## Premios y distinciones
Festival Internacional de Cine de Venecia
| Año  | Categoría                   | Película      | Resultado |
| ---- | --------------------------- | ------------- | --------- |
| 1980 | Mención especial del jurado | L'altra donna | Ganador   |
| 1981 | Premio UNICEF               | Piso pisello  | Ganador   |